# Alexander Straus
Alexander Straus (* 20. Oktober 1975 in Bergen) ist ein norwegischer Fußballtrainer, der seit Juni 2025 Cheftrainer der Frauenmannschaft des Angel City FC ist.

## Trainerkarriere
Die Trainerkarriere von Alexander Straus startete im Männerbereich bei IL Varegg, dem Verein, bei dem er zuvor auch als Spieler aktiv war. Danach wurde er von David Nielsen als Co-Trainer zu Nest-Sotra Fotball geholt. Das Duo führte den Verein von der 2. divisjon in die 1. divisjon, Norwegens zweithöchster Spielklasse, bevor Nielsen als Assistent von Ronny Deila zu Strømsgodset IF wechselte. Daraufhin übte Straus in der ersten Saison von Nest-Sotra in der 1. divisjon das Amt des Cheftrainers aus.
Als David Nielsen 2014 das Amt des Cheftrainers bei Strømsgodset übernahm, wurde Straus als Co-Trainer hinzugeholt und das Duo somit wieder vereint. Nach dreieinhalb Jahren bei Strømsgodset, zunächst als Co-Trainer und dann als Spezialist für Spielerentwicklung, verließ er den Verein 2017. Ab 2018 hatte er das Amt des Cheftrainers der Frauenmannschaft von IL Sandviken in der Toppserie inne. Er führte den Verein zur ersten Finalteilnahme im nationalen Pokal seit 1995 und zu einem vierten Platz in der Meisterschaft.
Im Herbst 2018 wurde er als neuer Cheftrainer der norwegischen U23-Frauen-Nationalmannschaft verpflichtet. Ab Sommer 2019 leitete er zudem die norwegische U19-Nationalmannschaft.
Im September 2020 wurde bekannt, dass Straus in Sandviken erneut das Amt des Cheftrainers übernehmen werde. 2021 führte er den Klub zur allerersten Meisterschaft und schaffte es bis ins Pokalfinale. Vor der Saison 2022 wurde Sandviken Teil von Brann Bergen und Straus wurde somit erster Cheftrainer bei SK Brann Kvinner.
Im Juli 2022 wurde Straus als Nachfolger von Jens Scheuer neuer Cheftrainer der Frauenmannschaft des FC Bayern München. Zum 31. Mai 2025 beendet er die Tätigkeit auf eigenen Wunsch hin. Seit Juni 2025 ist Straus Trainer des Angel City FC.

## Erfolge
- Deutscher Meister: 2023[6], 2024[7] und 2025[8]
- DFB-Pokal: 2025
- DFB-Supercup: 2024
- Norwegischer Meister: 2021